# 통일신라의 문학
통일신라의 문학은 8세기 이후, 고구려, 백제를 정복한 신라의 안정적인 정치·사회·문화 속에서 발전하였다. 

## 배경
신라 왕정(王廷)은 매년 많은 견당유학생(遣唐留學生)을 당으로 파견하여 발전된 한문화(漢文化)를 학습시키고, 아울러 불교를 적극적으로 받아들였다. 이리하여 신라의 귀족인 화랑과 승려들은 고도로 발달된 한문화와 불교사상을 바탕으로 통일신라의 문학을 창작, 발전시키기에 이르렀다.

## 향가
향가는 이 시기 문학의 왕좌를 차지한 시가문학(詩歌文學)으로서, 통일신라 귀족들의 생활 감정과 사상체계가 독특한 수사기교(修辭技巧)를 빌어 유감없이 표현되고 있다. 특히 10구체 향가인 사뇌가(詞腦歌)는 그 형태에서 그들의 생활 감정이나 사상체계를 표현하는 데에 가장 적당하여 많은 유능한 작가와 우수한 작품을 남기고 있다. 또 내용에서는 통일신라의 귀족들이 현세에서 누리고 있는 부귀영화를 내세(來世)에까지 보장받고자 하는 비원(悲願)을 불타(佛陀)의 은총(恩寵)으로 이룰 수 있으리라는 굳은 신앙심으로 메우고 있다. 따라서 향가(10구체 사뇌가)의 주요한 작가는 신라의 귀족층, 주류를 이루고 있는 내용은 불교적인 것으로 규정지을 수 있을 것이다. 이 향가는 진성여왕(眞聖女王) 때의 고승 대구화상(大矩和尙)과 각간 위홍(角干魏弘)에 의하여 《삼대목(三代目)》이라는 이름으로 가집(歌集)이 편찬된 바 있으나 오늘날 전하지 않고 있다. 이 시기의 현존하는 향가는 광덕(廣德)의 〈원왕생가(願往生歌)〉, 득오(得烏)의 〈모죽지랑가(慕竹旨郞歌)〉, 견우노옹의 〈헌화가(獻花歌)〉, 신충(信忠)의 〈원가(怨歌)〉, 월명사(月明師)의 〈도솔가(兜率歌)〉와 〈제망매가〉, 충담사의 〈찬기파랑가(讚耆婆郞歌)〉와 〈안민가(安民歌)〉, 희명(希明)의 〈천수대비가(千手大悲歌)〉, 영재(永才)의 〈우적가(遇賊歌)〉, 처용(處容)의 〈처용가(處容歌)〉 등이 있다. 그 중에서도 월명사의 〈제망매가(祭亡妹歌)〉와 충담사의 〈찬기파랑가(讚耆婆郞歌)〉는 이 시기 향가를 대표하는 수작(秀作)으로 평가받고 있으며, 〈처용가〉는 고려시대에 윤색 첨가되어 조선조의 궁중음악으로 오래 연주되어 왔다.
오늘날, 비록 그 양은 얼마 되지 못하나 이 시기 시가문학의 모습을 접할 수 있게 된 것은 통일신라의 귀족들이 비록 한문화에 심취하고 있었으나, 고유의 한국어를 외국문자인 한자를 빌어 표기할 수 있는 표기체계(表記體系)를 완성하고 그것을 실용하였다는 노력에 힘입었다 하겠다. 이 표기체계가 곧 향찰(鄕札) 또는 이두(吏讀)라는 이름으로 불리는 차자문자(借字文字)이다. 따라서 우리는 국문학사에서 향가문학을 흔히 차자문학이라고도 일컫는다. 차자문학인 향가문학을 창조 발전시킨 신라의 귀족들은 한편으로 한문문학도 발전시키는 데 게으르지 않았다. 외국의 언어요 외국의 문자인 한자(漢字) 한문을 빌어 그들은 전래해 온 신화·전설·설화를 수집 채록하기도 하고, 한편으로는 본격적인 중국문학인 한시(漢詩)를 비롯하여 46변려문(騈儷文)에 이르기까지 아무런 불편도 없이 한문문학을 제대로 발전시켰다. 신라 통일을 이룩하고 대당외교를 성공시키는 데 크게 활약했던 강수(强首)를 비롯하여, 이두문자를 통일한 설총(薛聰)은 한문학의 대가였고, 김인문, 김대문(金大問), 최치원 등 앞서 든 향가 작가에 못지않은 유능한 문장가를 들 수 있다. 특히 최치원은 그 문명(文名)을 중국에까지 떨치게 되었음은 널리 알려져 있는 사실이다. 그의 시문은 오늘날 《계원필경(桂苑筆耕)》에 남았고 《동문선(東文選)》과 금석문에 그의 시문이 남아 있다.

## 평가
남북국시대 통일신라의 문학은 크게 차자문학(借字文學)인 한국어로 된 문학과 외국어문인 한문문학의 두 갈래로 나뉘어 균형있는 발전을 이룩하였다고 평가된다.
통일신라의 문학은 후세의 한국 문학의 연원(淵源)으로 큰 영향을 주었다. 시가 방면에서 10구체, 향가의 구조적인 특징은 조선조에 발달한 시조시형(時調詩形)의 근간이 되었고, 통일신라의 설화는 조선 후기에 발달한 고대소설의 근원설화로 되살아나게 되었다. 또, 한문문학 방면에서도 설총은 동국(東國)의 홍유(弘儒)로 후세 유학자들의 스승으로 여겨져 왔으며 최치원은 동국문종(東國文宗)으로 역시 후세 문장가들의 귀감이 되어 왔었다. 
이렇게 보면 통일신라의 문학은 결국 한국 문학의 모태이고 근원이라 할 수 있으며, 비록 양에서는 뒤지지만 문화와 예술의 수준이 높아, 뒤따르는 한국의 어느 시대의 문학보다 우위한 문학으로 평가되기도 한다.